# Lentföhrden
Lentföhrden là một đô thị ở huyện Segeberg, bang Schleswig-Holstein Segeberg, ở bang Schleswig-Holstein, Đức. Đô thị Lentföhrden có diện tích 20,07 km², dân số thời điểm ngày 31 tháng 12 năm 2006 là 2292 người.